# Zacharovskij rajon
Lo Zacharovskij rajon (in russo Захаровский район?) è un rajon dell'Oblast' di Rjazan', nella Russia europea; il capoluogo è Zacharovo. Istituito nel 1929, ricopre una superficie di 985,9 chilometri quadrati ed ospita una popolazione di circa 10.000 abitanti.